# Stretto di Foveaux

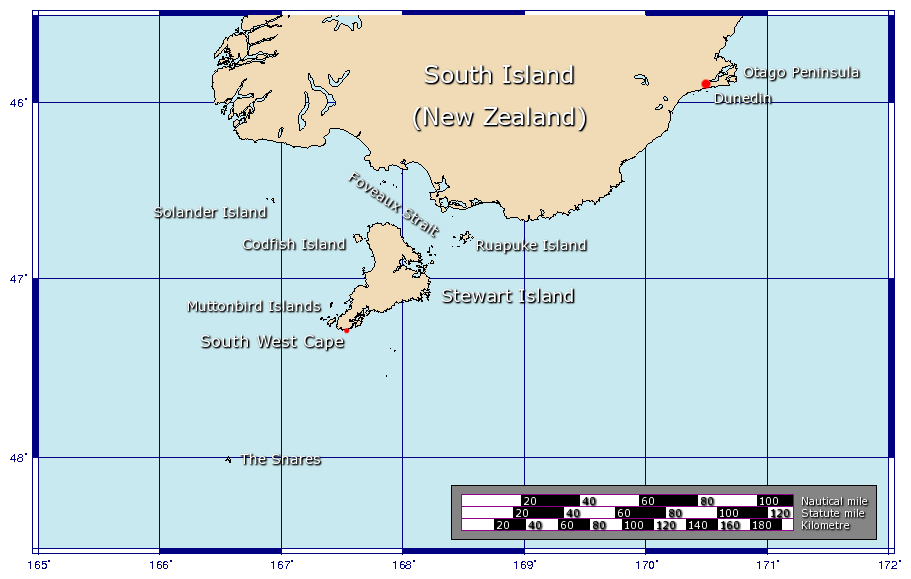

Lo stretto di Foveaux è un braccio di mare che separa l'Isola del Sud dall'isola di Stewart (Nuova Zelanda).